# 368 до н. е.

## Події
- цар Македонії Пердікка III
- Есхін звитяжно бився при Фліунті
- сіракузяни випередили Ганнона I Великого, захопили Селінунт і взяли в облогу Лілібей.